# Rio Irani
Rio Irani är ett vattendrag i Brasilien.   Det ligger i delstaten Santa Catarina, i den södra delen av landet, 1 400 km söder om huvudstaden Brasília.
I omgivningarna runt Rio Irani växer i huvudsak städsegrön lövskog. Runt Rio Irani är det glesbefolkat, med 12 invånare per kvadratkilometer.